# Moon (filme)
Moon (bra Lunar; prt Moon - O Outro Lado da Lua) é um filme britano-estadunidense de 2009, dos gêneros aventura e ficção científica, dirigido por Duncan Jones, com roteiro dele e Nathan Parker.
Este filme de estreia do diretor Duncan Jones estreou no Festival de Sundance de 2009 e foi lançado em cinemas selecionados em Nova Iorque e Los Angeles do dia 12 de junho. O lançamento foi estendido para os demais cinemas estadunidenses em 3 de julho, e em Toronto no dia 10 de julho, sendo lançado no Reino Unido em 17 de julho.

## Enredo
Durante quase três anos Sam Bell cumpriu seu contrato com a empresa Lunar Industries, uma mineradora que opera no lado oculto da Lua, extraindo Hélio 3, um material que se tornou a principal fonte de energia da Terra. Como companhia de Sam existe o robô-computador chamado Gerty (Voz de Kevin Spacey). Agora, próximo ao término de seu tempo contratual, o isolamento em que viveu estes anos começa a pesar na vida de Sam. As únicas noticias que tem do lar e do resto do mundo ocorrem através de mensagens gravadas de sua esposa e filha pois as transmissões ao vivo foram impedidas por um defeito persistente no satélite de comunicação da companhia. Cada vez mais ansioso pelo regresso à casa, ele começa a ter um sentimento de fragmentação prenunciando uma paranoia. Um acidente na superfície lunar faz com que descubra a existência de um clone seu, levando-o a uma perturbação que contribui ainda mais para exacerbar sua crescente paranoia.

## Elenco
| Nome                 | Personagem   |
| -------------------- | ------------ |
| Sam Rockwell         | Sam Bell     |
| Kevin Spacey         | Voz de GERTY |
| Dominique McElligott | Tess Bell    |
| Rosie Shaw           | Pequena Eve  |
| Adrienne Shaw        | Nanny        |
| Kaya Scodelario      | Eve          |
| Benedict Wong        | Thompson     |
| Matt Berry           | Overmeyers   |
| Malcolm Stewart      | Técnico      |

## Premiações

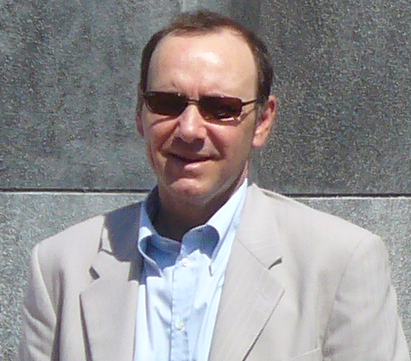
Kevin Spacey a voz do computador, única companhia do protagonista.

- Indicado

Academy of Science Fiction, Fantasy & Horror Films
Categoria Melhor Ator Sam Rockwell[carece de fontes?]
Categoria Melhor Filme de Ficção Científica[carece de fontes?]
BAFTA
Categoria Melhor Filme Britânico[carece de fontes?]
British Independent Film Awards
Categoria Melhor Ator Sam Rockwell[carece de fontes?]
Categoria Melhor Diretor Duncan Jones[carece de fontes?]
Categoria Melhor Script Nathan Parker[carece de fontes?]
Categoria Melhor Realização Técnica em Pontuação Original Clint Mansell[carece de fontes?]
Categoria Melhor Realização Técnica em Desenho de Produção Tony Noble[carece de fontes?]
Chicago Film Critics Association Awards
Categoria Mais Promissor Cineasta Duncan Jones[carece de fontes?]
Chlotrudis Awards
Categoria Melhor Ator Sam Rockwell[carece de fontes?]
Categoria Melhor Desenho de Produção[carece de fontes?]
Empire Awards
Categoria Melhor Filme de Ficção Científica[carece de fontes?]
Irish Film and Television Awards
Categoria Melhor Melhor Ator Internacional Sam Rockwell[carece de fontes?]
London Critics Circle Film Awards
Categoria Melhor Diretor Britânico do Ano Duncan Jones[carece de fontes?]
Categoria Melhor Filme Britânico do Ano[carece de fontes?]
- Ganhou

Athens International Film Festival
Categoria Prêmio Golden Athena Duncan Jones[carece de fontes?]
BAFTA
Categoria Melhor Diretor Principiante Duncan Jones[carece de fontes?]
British Independent Film Awards
Categoria Melhor Filme Britânico Independente[carece de fontes?]
Categoria Prêmio Douglas Hickox Duncan Jones[carece de fontes?]
Dinard British Film Festival
Categoria Prêmio Silver Hitchcock[carece de fontes?]
Edinburgh International Film Festival
Categoria Melhor Filme Britânico [carece de fontes?]
Espoo Ciné International Film Festival
Categoria Grande Prêmio de Filme de Fantasia Europeu em Ouro[carece de fontes?]
Gérardmer Film Festival
Categoria Prêmio da Crítica [carece de fontes?]
Categoria Prêmio Especial do Júri [carece de fontes?]
London Critics Circle Film Awards
Categoria Prêmio ALFS para Cineasta Estreante Britânico[carece de fontes?]
National Board of Review
Categoria Prêmio Spotlight[carece de fontes?]
Phoenix Film Critics Society Awards
Categoria Prêmio PFCS
Seattle International Film Festival
Categoria Melhor Ator (Sam Rockwell)[carece de fontes?]
Sitges - Catalonian International Film Festival
Categoria Melhor Ator (Sam Rockwell)[carece de fontes?]
Categoria Melhor Filme[carece de fontes?]
Categoria Melhor Desenho de Produção[carece de fontes?]
Categoria Melhor Script[carece de fontes?]